# Роза и Крест
«Роза и Крест» — пьеса русского поэта Александра Блока, написанная в 1912—1913 годы. Имя одного из героев — Бертран — порождает ассоциацию с провансальским трубадуром Бертраном де Борном. Самое крупное драматическое произведение Блока.

## История создания
Сначала Блок задумал «Розу и Крест» как сценарий балета из жизни провансальских трубадуров; затем как либретто оперы. Но постепенно поэт понял, что весь сложный строй придуманного им сюжета не укладывается в столь тесные рамки.
При создании пьесы Блок использовал провансальский рыцарский роман «Фламенка», откуда взята фабула, бытовая обстановка драмы и имена некоторых героев. Кроме него, Блок использовал и другие романы Средних веков и эпохи Возрождения, подчеркивая, однако, что «Роза и Крест» — не историческая драма. Блок писал: «…дело не в том, что действие происходит в 1208 году в южной и северной Франции, а в том, что жизнь западных феодалов, своеобычная в нравах, красках, подробностях, ритмом своим нисколько не отличалась от помещичьей жизни любой страны и любого века». Герой пьесы Бертран имеет мало общего с историческим лицом — одним из известнейших трубадуров Прованса Бертраном де Борном. Тем не менее, в ткань драмы вплетена сирвента поэта Be·m platz lo gais temps de pascor (080,008a ; XXXVII) в весьма точном, хотя и не полном переводе Блока (песня Менестреля из действия IV сцены III).
В драме широко отразились впечатления поэта от путешествия по Бретани летом 1911 года, и это сделало более достоверным её пейзажный фон. Работа над пьесой продолжалась почти весь 1912 год. 19 января 1913 года пьеса была закончена.
В 1914 году Михаил Гнесин положил на музыку «Песню пажа Алискана», «Песню девушек» и «Песню Гаэтана».
Думая о сценическом воплощении своей драмы, Блок мечтал о постановке в Художественном театре. После чтения пьесы состоялся важный для Блока разговор с Константином Станиславским, но тот счёл драму малосценичной.
В мае 1915 года Блок пишет аннотацию к своей собственной пьесе для композитора Ю. П. Базилевского, работавшего над музыкой к постановке «Розы и Креста», где раскрывает своё видение и смысл пьесы. Аннотация была опубликована 3 апреля 1916 года в газете «Утро России».
В ноябре 1915 года по инициативе Владимира Немировича-Данченко Художественный театр обратился к Блоку с предложением поставить пьесу. Блок с радостью откликнулся на это предложение, прервав уже начатые переговоры с А. Я. Таировым о постановке в Камерном театре. Весной 1916 года начинается совместная работа К. С. Станиславского и В. И. Немировича-Данченко над спектаклем, в котором Изору должна была сыграть сначала О. В. Гзовская, позднее её сменила Л. М. Коренева, Бертрана — Н. О. Массалитинов, а Гаэтана — В. И. Качалов. Театр провел более 200 репетиций, но постановка так и не была осуществлена.
Лишь в Костроме в сезон 1920—1921 года прошло пятнадцать представлений пьесы «Роза и Крест».

## Действующие лица

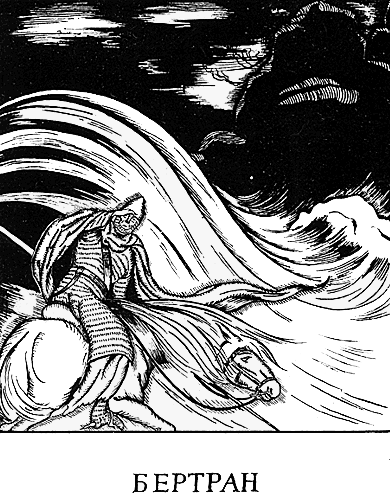
Автолитография Н. П. Дмитревского к поэме А. А. Блока «Роза и крест», 1922

- Граф Арчимбаут, владелец замка в Лангедоке.
- Капеллан.
- Доктор.
- Повар.
- Первый Рыцарь
- Второй Рыцарь
- Алискан, паж.
- Бертран, по прозванию Рыцарь-Несчастие, сторож замка.
- Гаэтан, сеньор Трауменека, трувер.
- Рыбак
- Изора, жена графа.
- Алиса, её придворная дама.
- Рыцари, вассалы, гости, придворные дамы, поварята и прочая челядь, крестьянские девушки, менестрели и жонглёры.

## Публикации текста
- Роза и крест [Текст] // Собрание сочинений : в 8 т. / А. А. Блок ; под общей редакцией В. И. Орлова, А. А. Суркова, К. И. Чуковского. — М. : ГИХЛ, 1961. — Т. 4 : Театр / подготовка текста П. П. Громова ; примечания Л. П. Долгополова. — С. 168—246. — 200 000 экз.
- Роза и крест: ⟨Планы и заметки⟩ ; ⟨«Из черновиков первой редакции»⟩ ; ⟨Из текстов второй редакции⟩ ; Примечания к драме «Роза и Крест» ; Записки Бертрана, написанные им за несколько часов до смерти ; «Роза и Крест» (к постановке в Художественном театре) ; ⟨Интервью с А. Блоком о драме «Роза и Крест»⟩ ; ⟨Объяснительная записка для Художественного театра⟩ [Текст] // Собрание сочинений : в 8 т. / А. А. Блок ; под общей редакцией В. И. Орлова, А. А. Суркова, К. И. Чуковского. — М. : ГИХЛ, 1961. — Т. 4 : Театр / подготовка текста П. П. Громова ; примечания Л. П. Долгополова, Приложения. — С. 435—538. — 200 000 экз.